# Aubigné (Ille-et-Vilaine)
Pour les articles homonymes, voir Aubigné.
Aubigné est une commune française située dans le département d'Ille-et-Vilaine en région Bretagne, peuplée de 465 habitants.

## Géographie

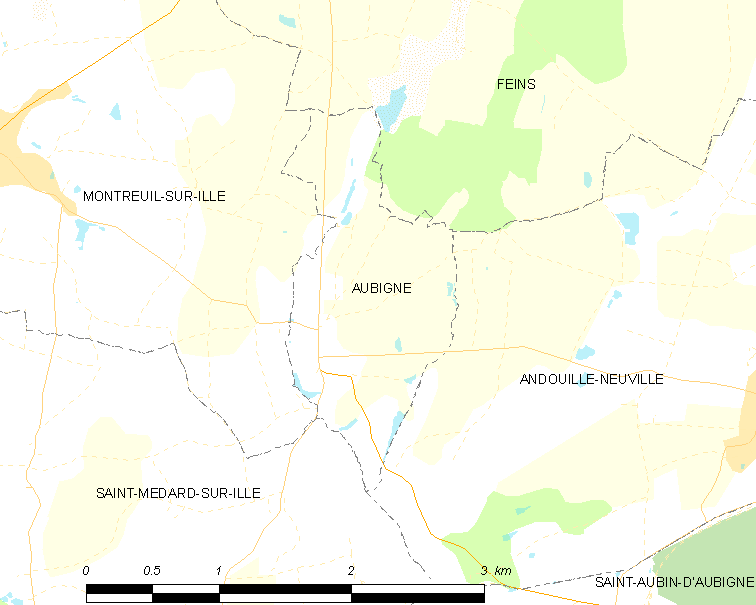
Carte de la commune d'Aubigné.

| Montreuil-sur-Ille    | Feins   |                    |
|                       | Aubigné | Andouillé-Neuville |
| Saint-Médard-sur-Ille |         |                    |

### Hydrographie
Pour un article plus général, voir Réseau hydrographique d'Ille-et-Vilaine.
La commune est située dans le bassin Loire-Bretagne. Elle est drainée par le ruisseau du Pont Colin, le Pont Colin,,.

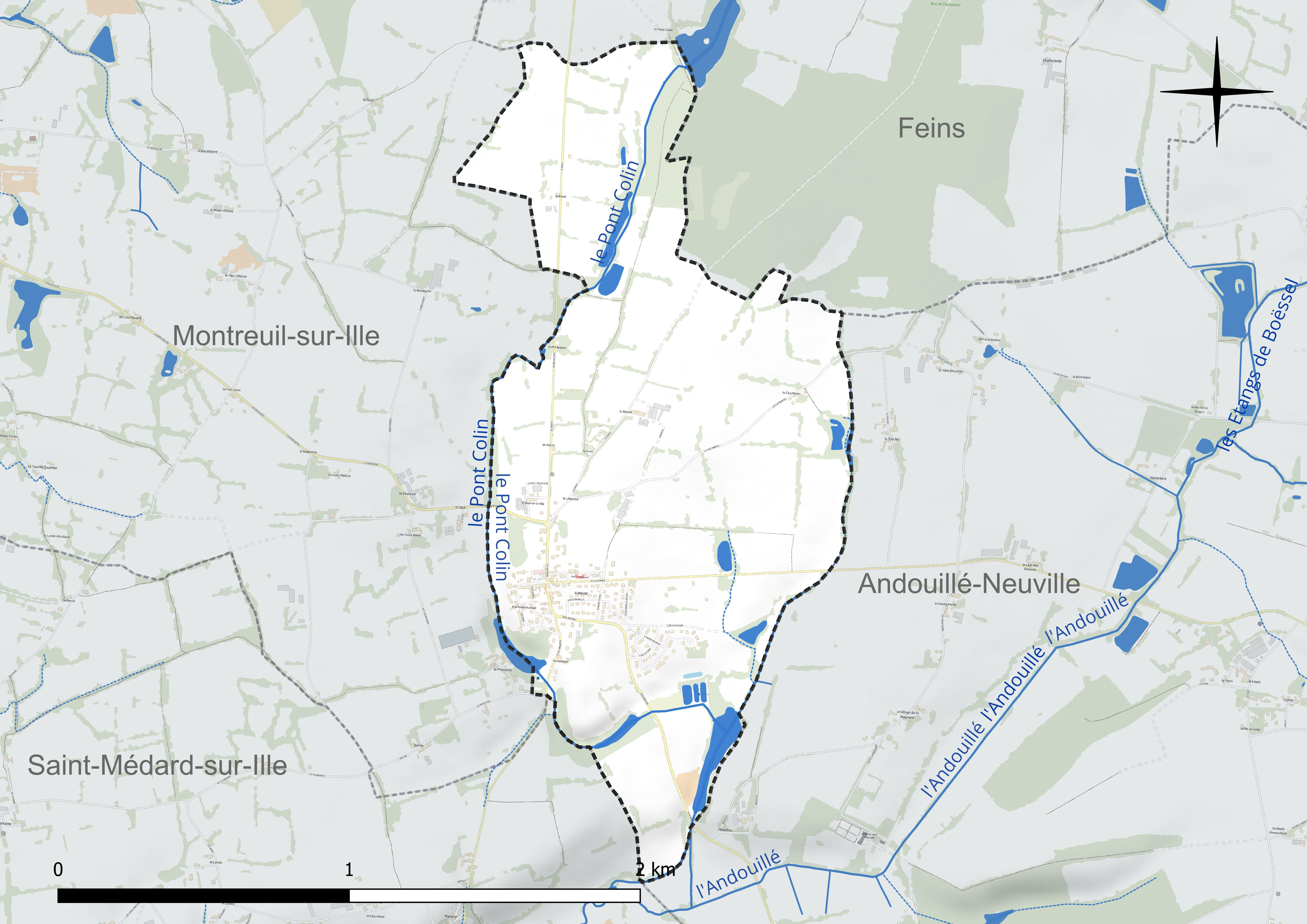
Réseau hydrographique d'Aubigné.

### Climat
Pour des articles plus généraux, voir Climat de la Bretagne et Climat d'Ille-et-Vilaine.
En 2010, le climat de la commune est de type climat océanique altéré, selon une étude du CNRS s'appuyant sur une série de données couvrant la période 1971-2000. En 2020, Météo-France publie une typologie des climats de la France métropolitaine dans laquelle la commune est exposée à un climat océanique et est dans la région climatique Bretagne orientale et méridionale, Pays nantais, Vendée, caractérisée par une faible pluviométrie en été et une bonne insolation. Parallèlement l'observatoire de l'environnement en Bretagne publie en 2020 un zonage climatique de la région Bretagne, s'appuyant sur des données de Météo-France de 2009. La commune est, selon ce zonage, dans la zone « Intérieur Est », avec des hivers frais, des étés chauds et des pluies modérées.
Pour la période 1971-2000, la température annuelle moyenne est de 11,4 °C, avec une amplitude thermique annuelle de 12,8 °C. Le cumul annuel moyen de précipitations est de 783 mm, avec 12,8 jours de précipitations en janvier et 7,2 jours en juillet. Pour la période 1991-2020, la température moyenne annuelle observée sur la station météorologique la plus proche, située sur la commune de Feins à 4 km à vol d'oiseau, est de 11,9 °C et le cumul annuel moyen de précipitations est de 816,2 mm,. Pour l'avenir, les paramètres climatiques de la commune estimés pour 2050 selon différents scénarios d'émission de gaz à effet de serre sont consultables sur un site dédié publié par Météo-France en novembre 2022.

## Urbanisme

### Typologie
Au 1er janvier 2024, Aubigné est catégorisée commune rurale à habitat dispersé, selon la nouvelle grille communale de densité à sept niveaux définie par l'Insee en 2022.
Elle est située hors unité urbaine. Par ailleurs la commune fait partie de l'aire d'attraction de Rennes, dont elle est une commune de la couronne,. Cette aire, qui regroupe 183 communes, est catégorisée dans les aires de 700 000 habitants ou plus (hors Paris),.

### Occupation des sols
L'occupation des sols de la commune, telle qu'elle ressort de la base de données européenne d'occupation biophysique des sols Corine Land Cover (CLC), est marquée par l'importance des territoires agricoles (86,2 % en 2018), en diminution par rapport à 1990 (97,6 %). La répartition détaillée en 2018 est la suivante : 
terres arables (59,6 %), prairies (21 %), zones urbanisées (11,4 %), zones agricoles hétérogènes (5,6 %), forêts (2,4 %). L'évolution de l'occupation des sols de la commune et de ses infrastructures peut être observée sur les différentes représentations cartographiques du territoire : la carte de Cassini (XVIIIe siècle), la carte d'état-major (1820-1866) et les cartes ou photos aériennes de l'IGN pour la période actuelle (1950 à aujourd'hui).

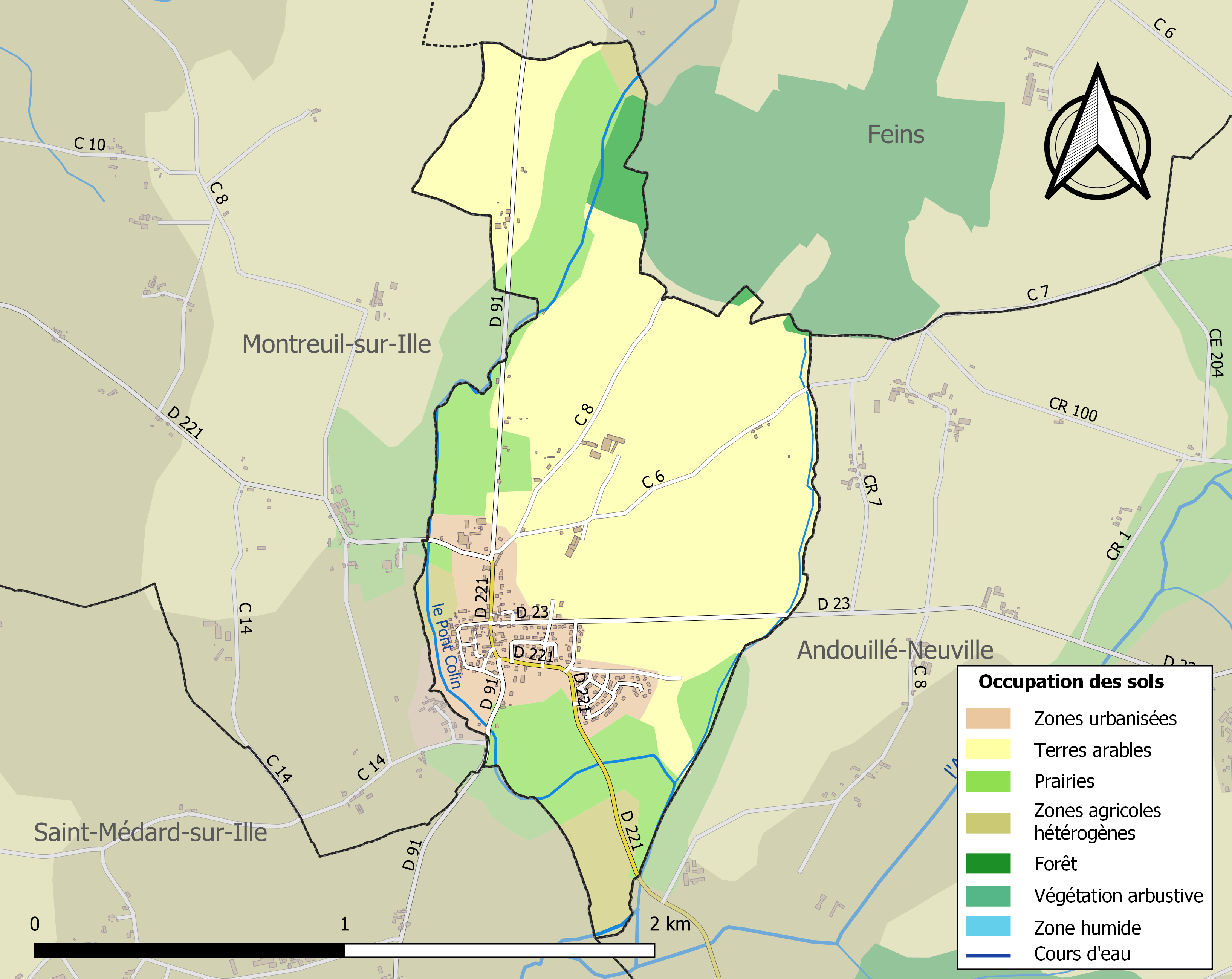
Carte des infrastructures et de l'occupation des sols de la commune en 2018 (CLC).

## Toponymie
Le nom de la localité est attesté sous les formes Albiniacum en 1086 et 1158, Albigniacum en 1296, Albigneyum en 1516 et Albiniac.
Voir Aubigny, Aubigné.

## Histoire

### Moyen Âge
La fonction initiale de la commune est militaire. Le seigneur d'Aubigné est aussi considéré que les grands féodaux de Vitré, de La Guerche ou de Châteaugiron. Aubigné formait dès le XIe siècle une importante seigneurie qui s'étendait sur dix paroisses : Aubigné, Saint-Aubin-d'Aubigné, Andouillé, Neuville, Feins, Montreuil-sur-Ille, Saint-Germain-sur-Ille, Saint-Médard, Chevaigné, Melesse, et une partie des paroisses de Dingé et de Saint-Léger. La famille d'Aubigné a plusieurs représentants connus à cette époque (Raoul d'Aubigné est cité en 1095, Juhel d'Aubigné en 1122, etc.) ; elle se fond par mariage dans la famille des barons de Vitré, puis à partir de 1251 dans la maison de Laval.
À l'abri des tours du château, se développe une activité commerciale croissante qui donne au début du XIe siècle un marché hebdomadaire et trois foires annuelles. Au XVe siècle, le château est abandonné et son territoire se voit décliner.
Le pape Lucius III en 1185 confirme l'abbaye bénédictine de Saint-Melaine de Rennes dans la possession des églises d'Aubigné, c'est-à-dire de l'église priorale (dédiée à Notre-Dame) et de l'église paroissiale du lieu, ecclesias de Albiniaco.

### LeXIXesiècle
En 1850, on compte 164 habitants sur la commune d'Aubigné.
En 1899, les 185 habitants d'Aubigné allaient tous à la messe le dimanche, sauf cinq ou six. En 1921, un seul y est régulièrement présent.

### LeXXesiècle

#### La Première Guerre mondiale
Le monument aux morts d'Aubigné porte les noms de neuf soldats morts pour la France pendant la Première Guerre mondiale, dont Emmanuel Renard, décoré de la Médaille militaire et de la Croix de guerre et Eugène Bouget, décoré de la Croix de guerre. Tous sont morts sur le sol français.

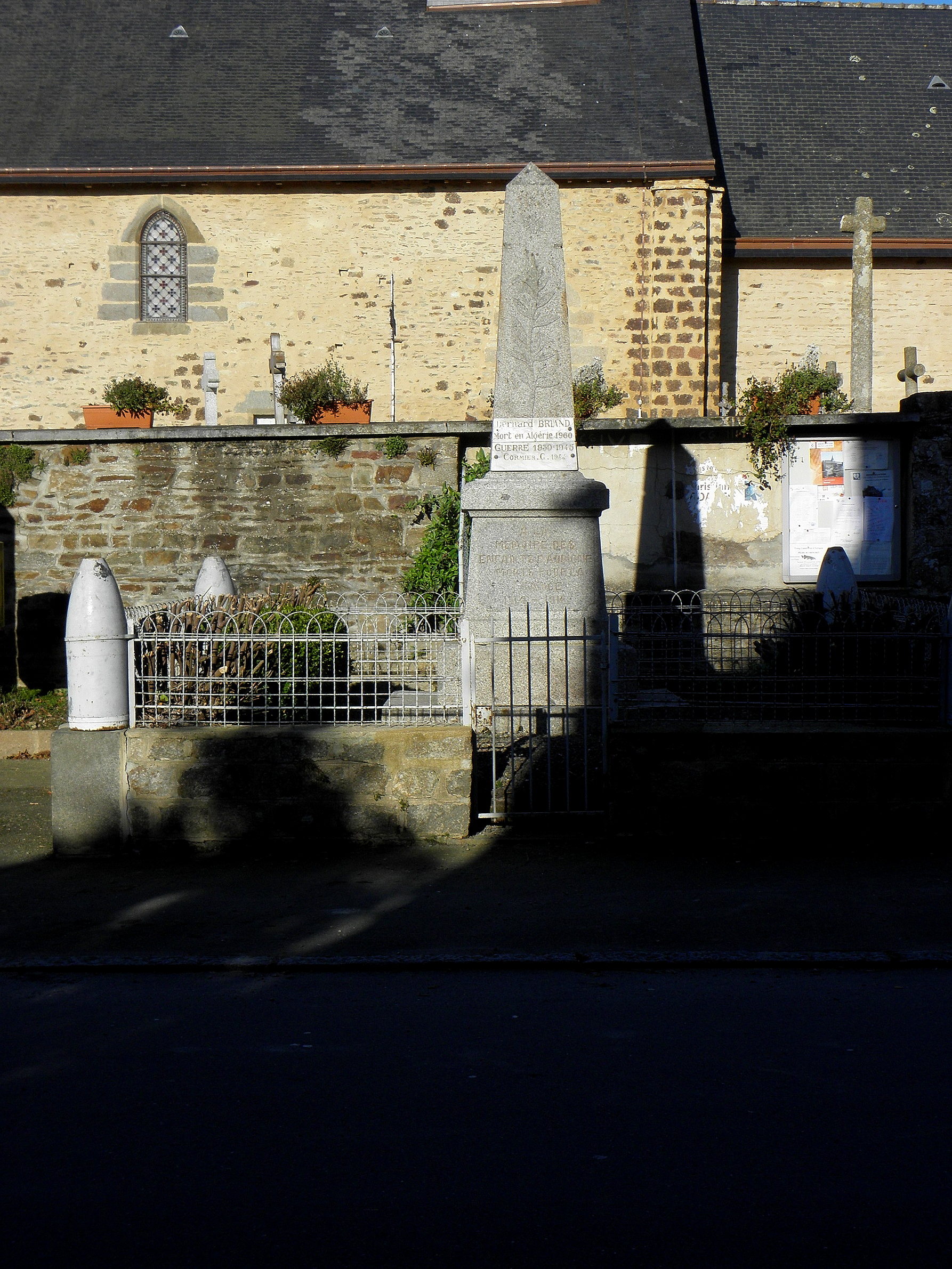
Le monument aux morts d'Aubigné.

#### La Seconde Guerre mondiale
Aubigné n'a eu aucun mort lié à la Seconde Guerre mondiale.

#### L'après Seconde Guerre mondiale
Un soldat originaire d'Aubigné, Bernard Briand, est mort pendant la guerre d'Algérie.

## Politique et administration

### Liste des maires

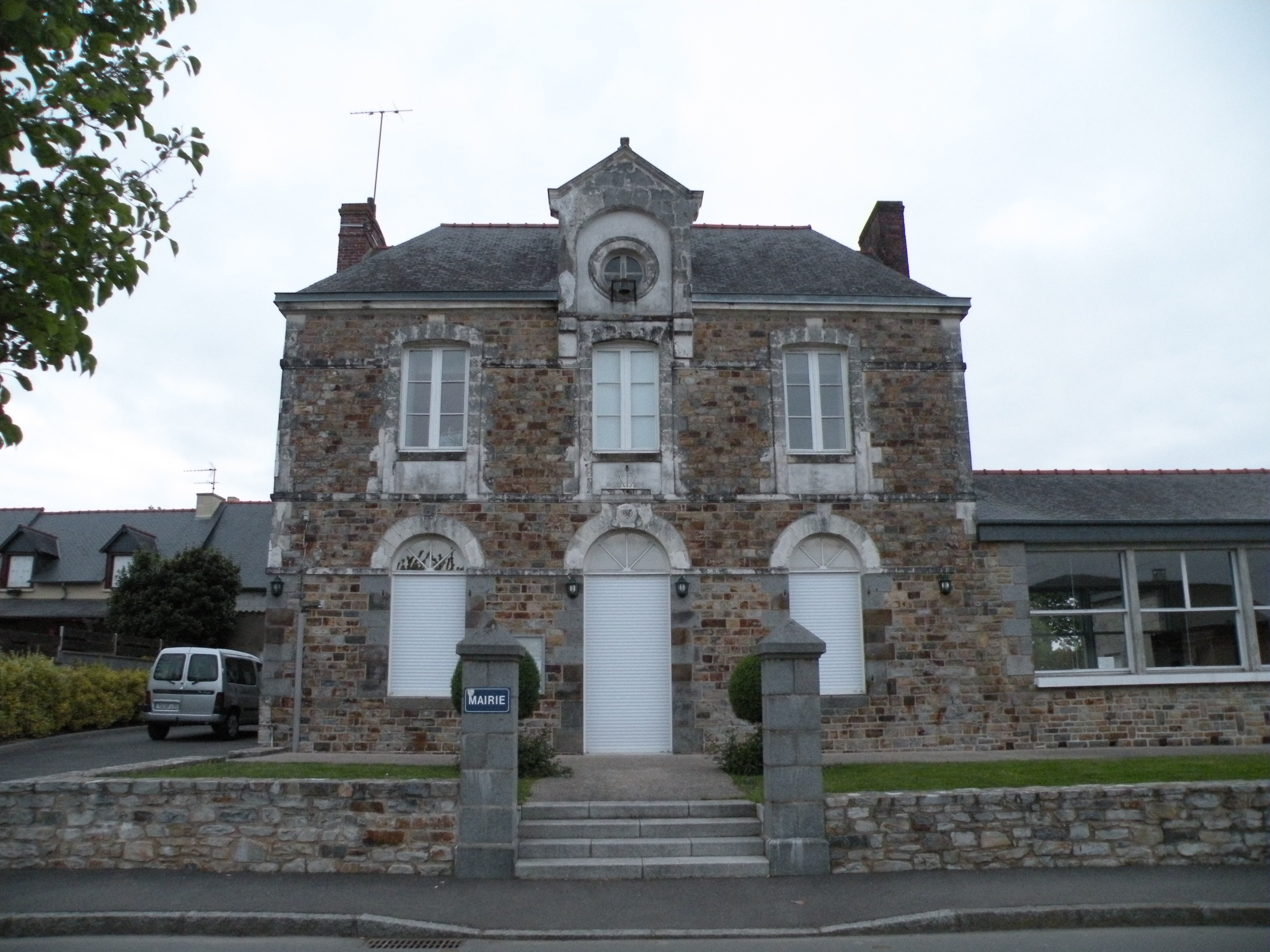
La mairie-école.

| Période                                  | Période                   | Identité          | Étiquette | Qualité                 |
| ---------------------------------------- | ------------------------- | ----------------- | --------- | ----------------------- |
| mars 1983                                | mars 2001                 | Albert Troufflard |           | Tapissier               |
| mars 2001                                | décembre 2010 (démission) | Michel Siroit     |           | Poissonnier             |
| février 2011                             | mars 2014                 | Bruno Martin      |           | Retraité                |
| mars 2014                                | En cours                  | Youri Moysan      | SE        | Inspecteur des finances |
| Les données manquantes sont à compléter. |                           |                   |           |                         |

### Jumelages
Avec les dix-huit autres communes de la communauté de communes du Val d'Ille-Aubigné, Aubigné est jumelée avec :
- Chedzoy (Royaume-Uni) depuis 2003
- Middlezoy (Royaume-Uni) depuis 2003
- Westonzoyland (Royaume-Uni) depuis 2003

## Démographie
L'évolution du nombre d'habitants est connue à travers les recensements de la population effectués dans la commune depuis 1793. Pour les communes de moins de 10 000 habitants, une enquête de recensement portant sur toute la population est réalisée tous les cinq ans, les populations de référence des années intermédiaires étant quant à elles estimées par interpolation ou extrapolation. Pour la commune, le premier recensement exhaustif entrant dans le cadre du nouveau dispositif a été réalisé en 2007.
En 2022, la commune comptait 465 habitants, en évolution de −2,92 % par rapport à 2016 (Ille-et-Vilaine : +5,46 %, France hors Mayotte : +2,11 %).
| 1793 | 1800 | 1806 | 1821 | 1831 | 1836 | 1841 | 1846 | 1851 |
| ---- | ---- | ---- | ---- | ---- | ---- | ---- | ---- | ---- |
| 114  | 106  | 125  | 151  | 129  | 156  | 166  | 164  | 163  |

| 1856 | 1861 | 1866 | 1872 | 1876 | 1881 | 1886 | 1891 | 1896 |
| ---- | ---- | ---- | ---- | ---- | ---- | ---- | ---- | ---- |
| 151  | 165  | 181  | 167  | 171  | 184  | 189  | 184  | 180  |

| 1901 | 1906 | 1911 | 1921 | 1926 | 1931 | 1936 | 1946 | 1954 |
| ---- | ---- | ---- | ---- | ---- | ---- | ---- | ---- | ---- |
| 167  | 176  | 182  | 150  | 154  | 158  | 136  | 175  | 191  |

| 1962 | 1968 | 1975 | 1982 | 1990 | 1999 | 2006 | 2007 | 2012 |
| ---- | ---- | ---- | ---- | ---- | ---- | ---- | ---- | ---- |
| 186  | 161  | 157  | 235  | 237  | 240  | 335  | 348  | 473  |

| 2017 | 2022 | - | - | - | - | - | - | - |
| ---- | ---- | - | - | - | - | - | - | - |
| 474  | 465  | - | - | - | - | - | - | - |

## Culture locale et patrimoine

### Lieux et monuments
- L'église paroissiale Notre-Dame. Ancienne église d'un prieuré du XIIe siècle, elle conserve de l'époque romane l'arc diaphragme et une part importante de sa structure. Elle est remaniée au XVIIIe siècle : élargissement des baies, reprise de la façade ouest, construction d'un chevet plat. Le clocher date de 1833[25]. Le bourg d'Aubigné possédait primitivement deux églises : l'une était paroissiale, l'autre dépendait dès le milieu du XIIe siècle d'un prieuré de l'abbaye Saint-Melaine de Rennes. L'abbaye Saint-Melaine est confirmée en 1152 et 1170 par les évêques de Rennes Alain Ier et Étienne de Fougères, en 1158 par Josse, évêque de Tours.
- Les restes du vieux château d'Aubigné (XIIe et XIIIe siècles). Ce château est mentionné dès le XIe siècle, et a remplacé, dit-on, un castellum romain. Il est détruit, vraisemblablement durant les guerres de la fin du XVe siècle. C'était une baronnie, avec un droit de haute justice, qui comprenait douze paroisses. L'armée bretonne y campa en juillet 1488 avant la bataille de Saint-Aubin-du-Cormier. Il est la propriété des seigneurs d'Aubigné en 1095, puis des familles Mauvoisin à la fin du XIIe siècle, Paynel au XIIIe siècle, et Mauclerc et de Catherine de Thouars, femme du baron de Vitré. Il reste uni à la baronnie de Vitré jusqu'au XVIIe siècle, puis est vendu à la famille de Rieux en 1612, et passe aux duc de Duras de la maison de Durfort, enfin à partir de 1761 elle appartient à la famille bretonne de Montbourcher. Le château est composé d'une motte entourée de basses-cours et de fossés. Au sommet de la motte sont conservés les vestiges du châtelet d'entrée du XIIIe siècle et de la courtine[26].
- Le manoir de la Touche-Lorans construit au XVIIe siècle et modifié au XXe siècle. Il possédait autrefois un colombier. Il est la propriété de la famille Laurens en 1427 et en 1513, puis de la famille Rogues en 1552.

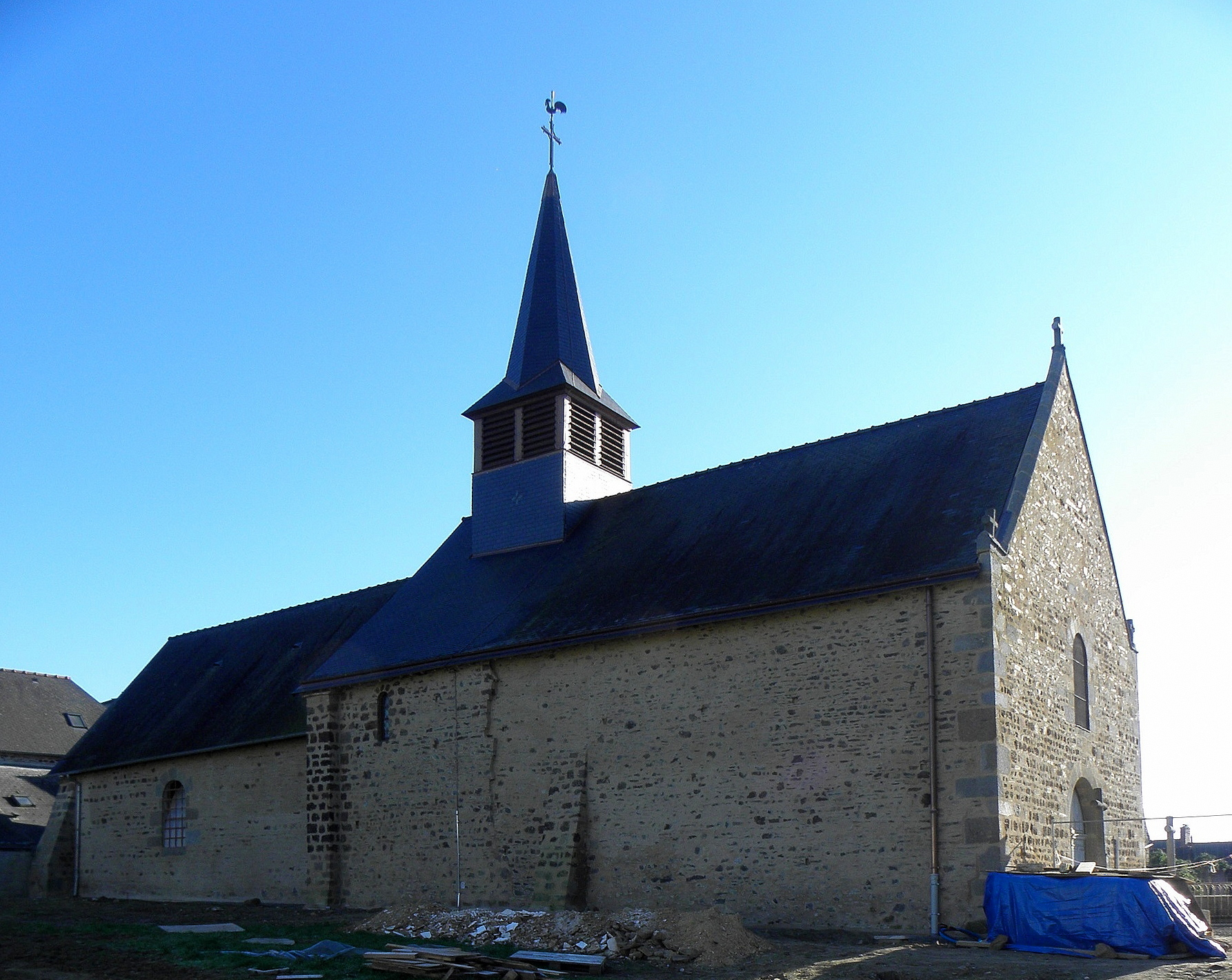
L'église Notre-Dame vue du nord.

### Personnalités liées à la commune
- Catherine de Thouars (v. 1er septembre/5 septembre 1201 † 1237/1240), fut dame d'Aubigné. Fille de Constance, duchesse de Bretagne, et de Guy de Thouars, elle épouse en 1212 André III de Vitré : le couple aura Philippa dame de Vitré, épouse de Guy VII de Laval, qui par cette union apporta la baronnie de Vitré au seigneur de Laval.
- Vincent Ferrier, dominicain espagnol, fit en 1418 des prédications à Aubigné, paroisse dépendant de l'ancien évêché de Rennes.

### Héraldique
| Blason de Aubigné | Blason  | D'azur à trois mondes d'or.                      |
| Blason de Aubigné | Détails | Le statut officiel du blason reste à déterminer. |